# Combat d'Akabar
Guerre du Mali
Batailles
Le combat d'Akabar a lieu le 1er avril 2018 pendant la guerre du Mali.

## Déroulement
Le 28 mars 2018, dans la région de Ménaka, près de la frontière avec le Niger, une nouvelle opération est lancée contre les djihadistes par l'armée française, l'armée malienne, et deux groupes armés touaregs, le MSA et le GATIA, en liaison avec les forces armées nigériennes. Le 1er avril, un accrochage éclate près d'Akabar, à 90 kilomètres au sud de Ménaka et à trois kilomètres de la frontière nigérienne, dans la zone de refuge de l'État islamique dans le Grand Sahara. Pris à partie, les Français engagent un détachement de commandos parachutistes, deux hélicoptères Gazelle et deux avions Mirage 2000,. Les forces djihadistes présentes sont quant à elles estimées à une soixantaine d'hommes avec des motos,. Aucune frappe aérienne n'est cependant effectuée et les affrontements durent jusqu'à la tombée de la nuit,. Les commandos parachutistes et les soldats et miliciens maliens s'exfiltrent alors, avant de mener une reconnaissance le lendemain dans la zone des combats. Les djihadistes rescapés prennent quant à eux la fuite.

## Pertes
Le 5 avril, l'armée française affirme ne compter ni mort ni blessé dans ses rangs, mais indique que des pertes sont à déplorer côté malien. Elle estime le nombre des terroristes « neutralisés » à une trentaine,. Le MSA publie pour sa part un communiqué dès le 1er avril dans lequel il affirme qu'une vingtaine de « bandits » ont été tués, d'autres faits prisonniers, et indique que les pertes de ses forces et celles du GATIA sont de trois tués et cinq blessés,,,. Le dirigeant du MSA, Moussa Ag Acharatoumane, donne cependant un bilan plus élevé lors d'une interview à RFI le 23 avril : plus d'une dizaine de morts du côté des mouvements armés alliés et autour de 30 à 40 tués chez les djihadistes.

## Revendication
L'embuscade djihadiste n'est par revendiquée, mais selon le général de division Bruno Guibert, le commandant en chef de la force Barkhane, elle est menée conjointement par l'État islamique dans le Grand Sahara et le Groupe de soutien à l'islam et aux musulmans : « Deux mouvances concurrentes sur le terrain donc, qui peuvent nouer ponctuellement des alliances opportunistes. En l'espèce, l'état d'usure et de délabrement de l'EIGS lui interdisait de mener une action d'envergure coordonnée par lui seul. Ce qui l'a contraint d'aller chercher des appuis extérieurs. Il n'y a ni planification commune, ni a fortiori fusion. Ce qui les soude, c'est la volonté de vider le nord du Mali des forces internationales, Minusma et Barkhane, mais aussi d'y interdire le retour des autorités étatiques maliennes comme des FAMa ».